# مجلس اعیان بریتانیا

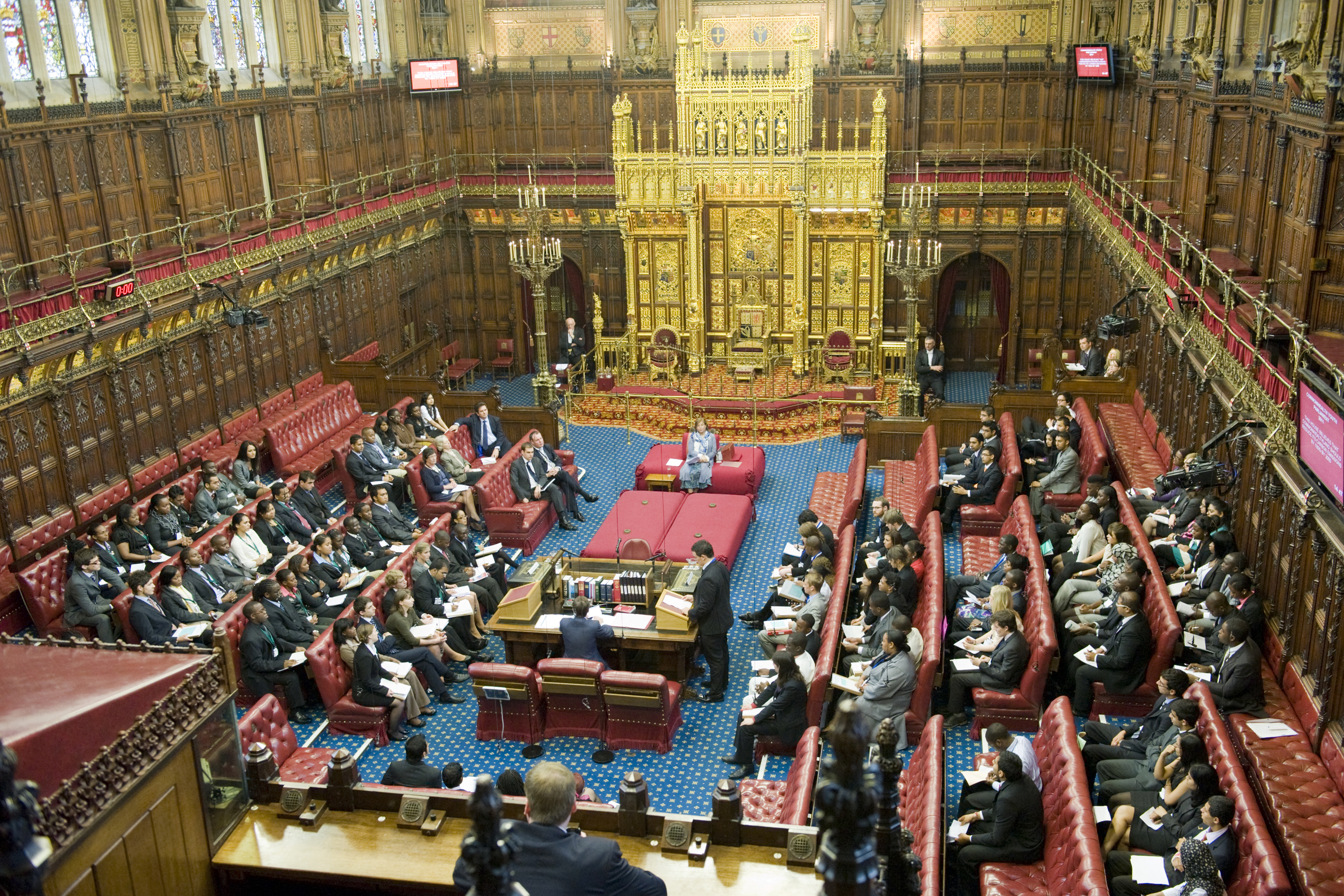
مجلس اعیان بریتانیا در کاخ وست‌مینستر در لندن

مجلس اعیان بریتانیا (به انگلیسی: The House of Lords) یا مجلس لُردها تالار دوم پارلمان بریتانیا به‌شمار می‌رود. پارلمان بریتانیا از پادشاه، مجلس عوام و مجلس اعیان تشکیل شده‌است. عضویت در مجلس اعیان، تا سال ١٩٩٩ صرفاً به صورت موروثی در اختیار خانواده‌های اشرافی بود.

## اعضاء
اکثر اعضای مجلس اعیان (لردها) انتصابی و غیرانتخابی هستند. این ماهیت غیرانتخابی مجلس لردها، در سال‌های گذشته با انتقاداتی مواجه بود که امروزه با ایجاد اصلاحاتی که در انتصاب اعضا به‌جود آمده این انتقادات کمی کمتر شده‌ است. 
در سال ١٩٩٩ بر اساس لایحه‌ی اصلاح ساختار مجلس لردها، تعداد لردهای موروثی عضو مجلس از ۶۰۰ نفر به ۹۲ نفر کاهش یافت. تا آن زمان، تمام اشراف موروثی به طور خودکار عضو مجلس لردها بودند اما با تصویب این قانون، تنها ٩١ نفر از اشراف موروثی به انتخاب خود آنان به عضویت مجلس اعیان در می‌آیند. تعداد لردهای روحانی در مجلس اعیان نیز ۲۶ نفر می باشد. سایر اعضا را اشراف غیر موروثی تشکیل می‌دهند. اشراف غیرموروثی معمولاً از میان سیاستمداران بازنشسته یا شخصیت‌های برجسته‌ی سیاسی، اقتصادی، اجتماعی و فرهنگی برگزیده شده و نخست وزیر، معمولاً پس از مشورت با رهبران سایر احزاب و نهادهای دیگر، اسامی آنان را برای تصویب و صدور فرمان به پادشاه چارلز سوم پیشنهاد می‌کند.
پس از یک سری اصلاحات هم‌اکنون بسیاری از نمایندگان از احزاب گوناگون نیز در این مجلس حضور دارند. تعداد اعضای مجلس اعیان ثابت نیست، ولی از سال ۲۰۱۶ میلادی، این مجلس دارای ۸۰۸ کرسی است.

## جایگاه
نقش مجلس اعیان عمدتاً شامل بررسی و پیشنهاد اصلاحات شکلی یا ماهوی لوایح و طرح‌های مصوب مجلس عوام است. قانون پارلمان بیان می‌کند که اگر لایحه‌ای در مجلس اعیان رد شد، در صورتی که مجلس عوام در نشست سال آتی همان مفاد را تصویب کند، به صورت خودکار به قانون تبدیل می‌شود؛ بر این اساس، مجلس اعیان در عمل تنها می‌تواند قانون‌گذاری بر سر یک مسئله خاص را یکسال به تأخیر بیندازد. مجلس اعیان هیچ قدرتی در خصوص ترتیبات مالی دولت (همچون افزایش مالیات‌ها یا مخارج دولت) ندارد، و تنها می‌تواند برای یکماه چنین مصوباتی را به تأخیر بیندازد.همچنین اعضای مجلس اعیان به صورت داوطلبانه موافقت می‌کنند که مانع از تصویب قانونی نشوند که به صراحت در برنامه انتخاباتی حزب پیروز عنوان شده است.
مجلس اعیان، همچون مجلس عوام در کاخ وست‌مینستر تشکیل جلسه می‌دهد. رنگ مشخصه کرسی‌های مجلس اعیان قرمز است. نمایندگان هر دو مجلس عوام و اعیان مثل نمایندگان مجالس اکثر کشورهای دیگر از مصونیت پارلمانی برخوردارند و به جهت انجام وظایف نمایندگی خود قابل پیگرد از سوی دادگاه نیستند.

## طرح اصلاح مجلس اعیان
در سال ۲۰۰۲ حزب لیبرال دموکرات، حزب کوچکتر ائتلاف حاکم، خواستار کاهش تعداد اعضای مجلس اعیان از ۸۲۶ نفر فعلی به ۴۵۰ نفر شد. به موجب طرح اصلاح مجلس اعیان هشتاد درصد از این افراد (۳۶۰ نفر) که تعلق حزبی دارند، با رای مستقیم مردم انتخاب خواهند شد و بیست درصد دیگر (۹۰ نفر) که متخصصان مستقل هستند، توسط کمیسیون ویژه انتصاب به مجلس اعیان منصوب خواهند شد. طبق اصلاحات مورد نظر حزب لیبرال دموکرات، دوره عضویت در مجلس اعیان ۱۵ سال و غیرقابل تمدید می گردید. در این طرح تعداد اسقفهای کلیسای انگلستان در مجلس اعیان نیز از ۲۶ نفر به ۱۲ نفر کاهش می یافت.این طرح به دلیل مخالفت حدود یکصد تن از اعضای حزب اکثریت محافظه کار تعویق شد.